# 吉備中央町立加賀中学校
吉備中央町立加賀中学校（きびちゅうおうちょうりつ かがちゅうがっこう）は、岡山県加賀郡吉備中央町にある公立中学校。

## 沿革
- 2011年(平成23年) - 新設中学校開校準備委員会が開設
- 2014年(平成26年) - 竹荘・大和・吉川・加茂川の４中学校が統合し、加賀中学校が開校

## 通学区域
吉備中央町全域

## 通学区域が隣接している学校
- 総社市立総社西中学校
- 総社市立昭和五つ星学園義務教育学校
- 高梁市立高梁中学校
- 高梁市立高梁東中学校
- 高梁市立有漢学園
- 真庭市立落合中学校
- 美咲町立旭学園
- 岡山市立建部中学校
- 岡山市立御津中学校
- 岡山市立足守中学校